# Championnat du Chili féminin de football 2024
Navigation
Édition précédente Édition suivante
Le Championnat du Chili féminin de football 2024 (Primera División de Fútbol Femenino 2024) est la vingt-cinquième saison du championnat chilien. Le club de Colo-Colo défend son titre.

## Organisation
Les treize équipes disputent une première phase dans une poule unique, où elles s'affrontent chacune deux fois. À l'issue de cette première phase, les huit meilleures équipes se qualifient pour la phase finale, un tournoi à élimination directe. 
Les deux dernières équipes de la première phase sont reléguées. 

## Compétition

### Première phase
| Rang | Équipe                    | Pts | J  | G  | N | P  | Bp | Bc | Diff |
| ---- | ------------------------- | --- | -- | -- | - | -- | -- | -- | ---- |
| 1    | Colo-Colo T               | 63  | 24 | 20 | 3 | 1  | 84 | 9  | +75  |
| 2    | Universidad de Chile      | 62  | 24 | 20 | 2 | 2  | 83 | 17 | +66  |
| 3    | Santiago Morning          | 49  | 24 | 15 | 4 | 5  | 61 | 33 | +28  |
| 4    | Coquimbo Unido            | 42  | 24 | 12 | 6 | 6  | 49 | 34 | +15  |
| 5    | Universidad Católica      | 40  | 24 | 11 | 7 | 6  | 43 | 33 | +10  |
| 6    | Iquique                   | 36  | 24 | 10 | 6 | 8  | 29 | 27 | +2   |
| 7    | Unión Española P          | 29  | 24 | 7  | 8 | 9  | 30 | 36 | -6   |
| 8    | Everton P                 | 24  | 24 | 6  | 6 | 12 | 28 | 43 | -15  |
| 9    | Palestino                 | 24  | 24 | 6  | 6 | 12 | 26 | 56 | -30  |
| 10   | Universitad de Concepción | 23  | 24 | 7  | 2 | 15 | 22 | 49 | -27  |
| 11   | Audax Italiano            | 19  | 24 | 5  | 4 | 15 | 24 | 57 | -33  |
| 12   | Cobresal                  | 14  | 24 | 3  | 5 | 16 | 22 | 62 | -40  |
| 13   | Antofagasta               | 12  | 24 | 3  | 3 | 18 | 24 | 71 | -47  |

Les huit premières équipes sont qualifiées pour le tournoi final, les deux dernières sont reléguées en deuxième division.

### Phase finale
|  | Quarts de finale     | Quarts de finale     | Quarts de finale     | Quarts de finale     |                      |                      | Demi-finales           | Demi-finales           | Demi-finales           | Demi-finales           |  |  | Finale          | Finale          | Finale          | Finale          |
|  |                      |                      |                      |                      |                      |                      |                        |                        |                        |                        |  |  |                 |                 |                 |                 |
|  | 2 et 6 novembre 2024 | 2 et 6 novembre 2024 | 2 et 6 novembre 2024 | 2 et 6 novembre 2024 |                      |                      | 10 et 17 novembre 2024 | 10 et 17 novembre 2024 | 10 et 17 novembre 2024 | 10 et 17 novembre 2024 |  |  | 8 décembre 2024 | 8 décembre 2024 | 8 décembre 2024 | 8 décembre 2024 |
|  | 2 et 6 novembre 2024 | 2 et 6 novembre 2024 | 2 et 6 novembre 2024 | 2 et 6 novembre 2024 |                      |                      | 10 et 17 novembre 2024 | 10 et 17 novembre 2024 | 10 et 17 novembre 2024 | 10 et 17 novembre 2024 |  |  | 8 décembre 2024 | 8 décembre 2024 | 8 décembre 2024 | 8 décembre 2024 |
|  | 1er                  | Colo-Colo            | 4                    | 11                   |                      |                      | 10 et 17 novembre 2024 | 10 et 17 novembre 2024 | 10 et 17 novembre 2024 | 10 et 17 novembre 2024 |  |  | 8 décembre 2024 | 8 décembre 2024 | 8 décembre 2024 | 8 décembre 2024 |
|  | 1er                  | Colo-Colo            | 4                    | 11                   |                      |                      | 10 et 17 novembre 2024 | 10 et 17 novembre 2024 | 10 et 17 novembre 2024 | 10 et 17 novembre 2024 |  |  | 8 décembre 2024 | 8 décembre 2024 | 8 décembre 2024 | 8 décembre 2024 |
|  | 8e                   | Everton              | 0                    | 0                    |                      |                      | 10 et 17 novembre 2024 | 10 et 17 novembre 2024 | 10 et 17 novembre 2024 | 10 et 17 novembre 2024 |  |  | 8 décembre 2024 | 8 décembre 2024 | 8 décembre 2024 | 8 décembre 2024 |
|  | 8e                   | Everton              | 0                    | 0                    | Colo-Colo            | Colo-Colo            | 3                      | 3                      |                        |                        |  |  | 8 décembre 2024 | 8 décembre 2024 | 8 décembre 2024 | 8 décembre 2024 |
|  | .                    |                      |                      |                      | Colo-Colo            | Colo-Colo            | 3                      | 3                      |                        |                        |  |  | 8 décembre 2024 | 8 décembre 2024 | 8 décembre 2024 | 8 décembre 2024 |
|  |                      |                      | Iquique              | Iquique              | 0                    | 0                    |                        |                        |                        |                        |  |  | 8 décembre 2024 | 8 décembre 2024 | 8 décembre 2024 | 8 décembre 2024 |
|  | 3e                   | Santiago Morning     | Iquique              | Iquique              | 0                    | 0                    | 3                      | 0                      |                        |                        |  |  | 8 décembre 2024 | 8 décembre 2024 | 8 décembre 2024 | 8 décembre 2024 |
|  | 3e                   | Santiago Morning     | .                    |                      |                      |                      | 3                      | 0                      |                        |                        |  |  | 8 décembre 2024 | 8 décembre 2024 | 8 décembre 2024 | 8 décembre 2024 |
|  | 6e                   | Iquique              | 4                    | 1                    |                      |                      |                        |                        |                        |                        |  |  | 8 décembre 2024 | 8 décembre 2024 | 8 décembre 2024 | 8 décembre 2024 |
|  | 6e                   | Iquique              | 4                    | 1                    | Colo-Colo            | Colo-Colo            | 2                      | x                      |                        |                        |  |  |                 |                 |                 |                 |
|  | .                    |                      |                      |                      | Colo-Colo            | Colo-Colo            | 2                      | x                      |                        |                        |  |  |                 |                 |                 |                 |
|  |                      |                      | Universidad de Chile | Universidad de Chile | 1                    | x                    |                        |                        |                        |                        |  |  |                 |                 |                 |                 |
|  | 4e                   | Coquimbo Unido       | Universidad de Chile | Universidad de Chile | 1                    | x                    | 0                      | 4                      |                        |                        |  |  |                 |                 |                 |                 |
|  | 4e                   | Coquimbo Unido       |                      |                      |                      |                      |                        |                        |                        |                        |  |  |                 |                 |                 |                 |
|  | 5e                   | Universidad Católica | 1                    | 0                    |                      |                      |                        |                        |                        |                        |  |  |                 |                 |                 |                 |
|  | 5e                   | Universidad Católica | 1                    | 0                    | Universidad de Chile | Universidad de Chile | 0                      | 2(5)                   |                        |                        |  |  |                 |                 |                 |                 |
|  | .                    |                      |                      |                      | Universidad de Chile | Universidad de Chile | 0                      | 2(5)                   |                        |                        |  |  |                 |                 |                 |                 |
|  |                      |                      | Coquimbo Unido       | Coquimbo Unido       | 1                    | 1(4)                 |                        |                        |                        |                        |  |  |                 |                 |                 |                 |
|  | 2e                   | Universidad de Chile | Coquimbo Unido       | Coquimbo Unido       | 1                    | 1(4)                 | 0                      | 1                      |                        |                        |  |  |                 |                 |                 |                 |
|  | 2e                   | Universidad de Chile |                      |                      |                      |                      |                        | 1                      |                        |                        |  |  |                 |                 |                 |                 |
|  | 7e                   | Unión Española       | 0                    | 0                    |                      |                      |                        |                        |                        |                        |  |  |                 |                 |                 |                 |
|  | 7e                   | Unión Española       | 0                    | 0                    |                      |                      |                        |                        |                        |                        |  |  |                 |                 |                 |                 |
|  |                      |                      |                      |                      |                      |                      |                        |                        |                        |                        |  |  |                 |                 |                 |                 |

- Colo-Colo remporte la finale et son 16e titre de champion du Chili[3].

## Bilan de la saison
| Championnat du Chili féminin de football 2024                             |                                     |
| Champion                                                                  | Colo-Colo (16e titre)               |
| Dauphin                                                                   | Universidad de Chile                |
| Qualifications continentales                                              |                                     |
| Copa Libertadores féminine 2025                                           | Colo-Colo                           |
| Copa Libertadores féminine 2025                                           | Universidad de Chile                |
| Promotions et relégations                                                 |                                     |
| Promus en Championnat du Chili féminin de football                        | Club Deportivo Huachipato           |
| Promus en Championnat du Chili féminin de football                        | Club de Deportes Santiago Wanderers |
| Promus en Championnat du Chili féminin de football                        | Deportes Recoleta                   |
| Relégués en Championnat du Chili féminin de football de deuxième division | Cobresal                            |
| Relégués en Championnat du Chili féminin de football de deuxième division | Antofagasta                         |